# Rougemont (Canada)
Rougemont è un comune del Canada, situato nella provincia del Québec, nella regione di Montérégie.